# Listă de conducători de stat din 1617
1613 - 1614 - 1615 - 1616 - 1617 - 1618 - 1619 - 1620 - 1621
Aceasta este o listă a conducătorilor de stat din anul 1617:

## Europa
- Anglia: Iacob I (rege din dinastia Stuart, 1603-1625; totodată, rege al Scoției, 1567-1625)
- Austria (Graz): Ferdinand al II-lea (duce din dinastia de Habsburg, ramura de Styria, 1590/1619-1637; ulterior, rege al Ungariei, 1618/1619-1637; ulterior, arhiduce de Austria-Viena, 1619-1637; ulterior, rege al Germaniei, 1619-1637; ulterior, împărat occidental, 1619-1637; ulterior, rege al Cehiei, 1619, 1620-1637)
- Austria (Innsbruck): Maximilian al III-lea (arhiduce din dinastia de Habsburg, 1602-1618)
- Austria (Viena): Matthias (arhiduce din dinastia de Habsburg, 1608-1619; totodată, rege al Ungariei, 1608-1618; ulterior, rege al Cehiei, 1611-1619; ulterior, rege al Germaniei, 1612-1619; ulterior, împărat occidental, 1612-1619)
- Bavaria: Maximilian I (duce din dinastia de Wittelsbach, 1597-1651; principe elector, din 1623)
- Brandenburg: Johann Sigismund (principe elector din dinastia de Hohenzollern, 1608-1619; ulterior, duce de Prusia, 1618-1619)
- Cehia: Matthias (rege din dinastia de Habsburg, 1611-1619; totodată, rege arhiduce de Austria, 1608-1619; totodată, rege al Ungariei, 1608-1618; ulterior, rege al Germaniei, 1612-1619; ulterior, împărat occidental, 1612-1619)
- Crimeea: Djanibek Ghirai ibn Mubarak ibn Devlet (han din dinastia Ghiraizilor, 1610-1623, 1628-1635)
- Danemarca: Christian al IV-lea (rege din dinastia Oldenburg, 1588-1648)
- Florența: Cosimo al II-lea (mare duce din familia Medici, 1609-1621)
- Franța: Ludovic al XIII-lea cel Drept (rege din dinastia de Bourbon, 1610-1643)
- Genova: Bernardo Claravezza (doge, 1615-1617) și Tartaro Giovanni Imperiale (doge, 1617-1619)
- Germania: Matthias (rege din dinastia de Habsburg, 1612-1619; totodată, arhiduce de Austria, 1608-1619; totodată, rege al Ungariei, 1608-1618; totodată, rege al Cehiei, 1611-1619; totodată, împărat occidental, 1612-1619)
- Gruzia: Bagrat al VII-lea (rege din dinastia Bagratizilor, 1614/1616-1619)
- Gruzia, statul Imeretia: Gheorghe al II-lea (rege din dinastia Bagratizilor, 1604-1639)
- Imperiul occidental: Matthias (împărat din dinastia de Habsburg, 1612-1619; totodată, arhiduce de Austria, 1608-1619; totodată, rege al Ungariei, 1608-1618; totodată, rege al Cehiei, 1611-1619; totodată, rege al Germaniei, 1612-1619)
- Imperiul otoman: Ahmed I (sultan din dinastia Osmană, 1603-1617) și Mustafa I (sultan din dinastia Osmană, 1617-1618, 1622-1623)
- Lorena Superioară: Henric al II-lea cel Bun (duce din dinastia e Lorena-Vaudemont, 1608-1624)
- Mantova: Ferdinando (duce din casa Gonzaga, 1612-1626)
- Modena: Cesare (duce din casa d'Este, 1597-1628; totodată, duce de Ferrara, 1597-1598)
- Moldova: Radu Mihnea (domnitor, 1616-1619, 1623-1626; anterior, domnitor în Țara Românească, 1601-1602, 1611, 1611-1616, 1620-1623)
- Monaco: Onorato al II-lea (senior din casa Grimaldi, 1604-1662; principe, din 1619)
- Olanda: Mauriciu (stathouder din dinastia de Orania, 1585-1625)
- Parma și Piacenza: Ranuccio I (duce din casa Farnese, 1592-1622)
- Polonia: Sigismund al III-lea (rege din dinastia Vasa, 1587-1632; ulterior, rege al Suediei, 1592-1599)
- Rusia: Mihail al III-lea Fedorovici (țar din dinastia Romanov, 1613-1645)
- Savoia: Carlo Emmanuele I cel Mare (duce, 1580-1630)
- Saxonia: Johann Georg I (principe elector din dinastia de Wettin, 1611-1656)
- Scoția: Iacob al VI-lea (rege din dinastia Stuart, 1567-1625; ulterior, rege al Angliei, 1603-1625)
- Spania: Filip al III-lea (rege din dinastia de Habsburg, 1598-1621)
- Statul papal: Paul al V-lea (papă, 1605-1621)
- Suedia: Gustav al II-lea Adolf (rege din dinastia Wasa, 1611-1632)
- Transilvania: Gabriel Bethlen (principe, 1613-1629)
- Țara Românească: Alexandru Iliaș (domnitor, 1616-1618, 1627-1629; ulterior, domnitor în Moldova, 1620-1621, 1631-1633)
- Ungaria: Matia al II-lea (rege din dinastia de Habsburg, 1608-1618; totodată, arhiduce de Austria, 1608-1619; ulterior, rege al Cehiei, 1611-1619; ulterior, rege al Germaniei, 1612-1619; ulterior, împărat occidental, 1612-1619)
- Veneția: Giovanni Bembo (doge, 1615-1618)

## Africa
- Așanti: Kobia Amamfi (așantehene, cca. 1600-cca. 1630)
- Bagirmi: Umar (mbang, 1608-1625)
- Benin: Ohuan (sau Odogbo) (obba, cca. 1608-cca. 1640)
- Buganda: Kateregga (kabaka, 1614-1644)
- Congo: Alvaro al III-lea (Mbiki a Mpanzu) (mani kongo, 1615-1622)
- Dahomey: Doghagri-Genu (Du-Aklin) (rege, cca. 1600-1620/1625)
- Ethiopia: Susneus (Malak Sagad al III-lea) (împărat, 1607-1632)
- Imerina: Andrianjaka (rege, cca. 1610-cca. 1630)
- Imperiul otoman: Ahmed I (sultan din dinastia Osmană, 1603-1617) și Mustafa I (sultan din dinastia Osmană, 1617-1618, 1622-1623)
- Kanem-Bornu: Idris al III-lea Aloma (sultan, cca. 1580-cca. 1617) și Muhammad al VI-lea Bukalmarami (sultan, cca. 1617-cca. 1632)
- Lunda: Cibinda Ilunga (mwato-yamvo, cca. 1600-cca. 1630)
- Munhumutapa: Gatsi Rusere (rege din dinastia Munhumutapa, cca. 1589-1623)
- Oyo: Obalokun (rege, cca. 1614-?) (?)
- Rwanda: Ndahiro Cyaamatare (rege, cca. 1600-cca. 1624)
- Sennar: Rubat ibn Badi (sultan, cca. 1616-cca. 1645)
- Songhay (Dendi): al-Amin (rege, 1612-1618)

## Asia

### Orientul Apropiat
- Iran: Abbas I cel Mare (șah din dinastia Safavidă, 1588-1629)
- Imperiul otoman: Ahmed I (sultan din dinastia Osmană, 1603-1617) și Mustafa I (sultan din dinastia Osmană, 1617-1618, 1622-1623)
- Yemen, statul Sanaa: al-Kasim al-Mansur ibn Muhammad ibn Ali (imam, 1598-1620)

### Orientul Îndepărtat
- Atjeh: Iskandar Muda (sultan, 1607-1636)
- Birmania, statul Arakan: Minhkamaung (Hussein Șah) (rege din dinastia de Mrohaung, 1612-1622)
- Birmania, statul Toungoo: Anaukpetlun (rege, 1605-1628)
- Cambodgea: Preah Bat Samdech Preah Barommo Reachea Thireach Reamea Thippadey Preah Srey Soryopor (Paramaraja al IV-lea) (rege, 1600-1617/1618)
- China: Shenzong (Zhu Yijun) (împărat din dinastia Ming, 1573-1620)
- Coreea, statul Choson: Kwanhaegun (Yi Hon) (rege din dinastia Yi, 1609-1623)
- India, statul Moghulilor: Nur ad-Din Jahangir (împărat, 1605-1627)
- India, statul Vijayanagar: Ramadevaraya (rege din dinastia Aravidu, 1617-1630)
- Japonia: Go-Mizunoo (împărat, 1611-1629) și Hidetada (principe imperial din familia Tokugaua, 1605/1616-1623)
- Laos, statul Lan Xang: Thammikarat (rege, 1596-1622)
- Maldive: Hussain Famuderi (sultan, 1609-1620)
- Mataram: Chakra-kusuma And ar-Rahman (Raden Mas Rangsang Prabu Pandita) Sultan Agung (sultan, 1613-1645)
- Mongolii: Ligdan Baatur Kutughtu hagan (han, 1604-1634)
- Nepal (Benepa): Trailokyamalla (rege din dinastia Malla, cca. 1572-cca. 1627)
- Nepal (Kathmandu): Lakșmi Narasimhamalla (rege din dinastia Malla, cca. 1595-1639)
- Nepal (Lalitpur): Hariharasimhamalla (rege din dinastia Malla, cca. 1594-cca. 1620)
- Nepal, statul Gurkha: Șri Rama Șah (rajah, 1609-1636)
- Sri Lanka, statul Kandy: Senarat (rege, 1604-1635)
- Thailanda, statul Ayutthaya: Songtam (rege, 1610-1628)
- Tibet: rJe bLo-bzang nGag-dbang T'u-btsan Jigs-med rgya-mtsho (P'yong-rgyas) (dalai lama, 1617-1682)
- Tibet: Panchen bLo-bzang Ch'os-kyi rgyal mtshan (Chokyi Gyaltsen) (panchen lama, 1569-1662)
- Vietnam, statul Dai Viet: Le Kinh-tong (Hue hoang-de) (rege din dinastia Le târzie, 1599-1619)
- Vietnam (Hanoi): Mac Kinh Cung (rege din dinastia Mac, 1593-1623)
- Vietnam (Hue): Nguyen Phuc Nguyen (rege din dinastia Nguyen, 1613-1635)
- Vietnam (Taydo): Trinh Tung (rege din dinastia Trinh, 1570-1623)